# 四氢合镍(0)酸镁
四氢合镍(0)酸镁是一种配位化合物，化学式为Mg2[NiH4]，它是单斜晶系的晶体，其中含有[NiH4]4−离子。该化合物在220 °C时转变为立方晶系的Mg2NiH3.9。

## 制备
该配合物可由镁和镍的金属粉末在氢气中加热反应得到。
2 Mg + Ni + 2 H2 → Mg2NiH4
金属间化合物Mg2Ni和氢气在350 °C反应也能得到Mg2NiH4。但另一种化合物MgNi2却不和氢气反应。